# Геллефорс
Геллефорс (швед. Hällefors) — містечко (tätort, міське поселення) на Півдні Швеції в лені  Еребру. Адміністративний центр комуни Геллефорс.

## Географія
Містечко знаходиться у північно-західній частині лена  Еребру за 200 км на захід від Стокгольма.

## Історія
Назва поселення відома з 1643 року як назва копальні срібла (Hellefårs Sillfwerbruk), яка мала з 1639 по 19 століття інвентар.
У 1950 році Геллефорс отримав статус чепінга (торговельного містечка).

## Герб міста
Герб ландскомуни Геллефорс отримав королівське затвердження 1942 року. З 1950 року використовувався торговельним містечком (чепінгом) Геллефорс.
Сюжет герба: У срібному полі синій тригорб зі срібним хвилястим стовпом, з якого виходить червоне полум'я, вгорі праворуч — синій півмісяць ріжками вгору, ліворуч — такий же алхімічний знак заліза.
Мотив герба походить з печатки з 1685 року, але до неї ще додано алхімічний знак заліза. Полум’я символізує гірничі розробки. Півмісяць і алхімічний знак вказують на видобуток і обробку срібла та заліза.
Після адміністративно-територіальної реформи, проведеної в Швеції на початку 1970-х років, муніципальні герби стали використовуватися лишень комунами. Цей герб був 1971 року перебраний для нової комуни Геллефорс.

## Населення
Населення становить 4 508 мешканців (2018). 

## Економіка
В економіці Геллефорса довший час основною була гірничо-видобувна галузь та металургійна. 

## Галерея

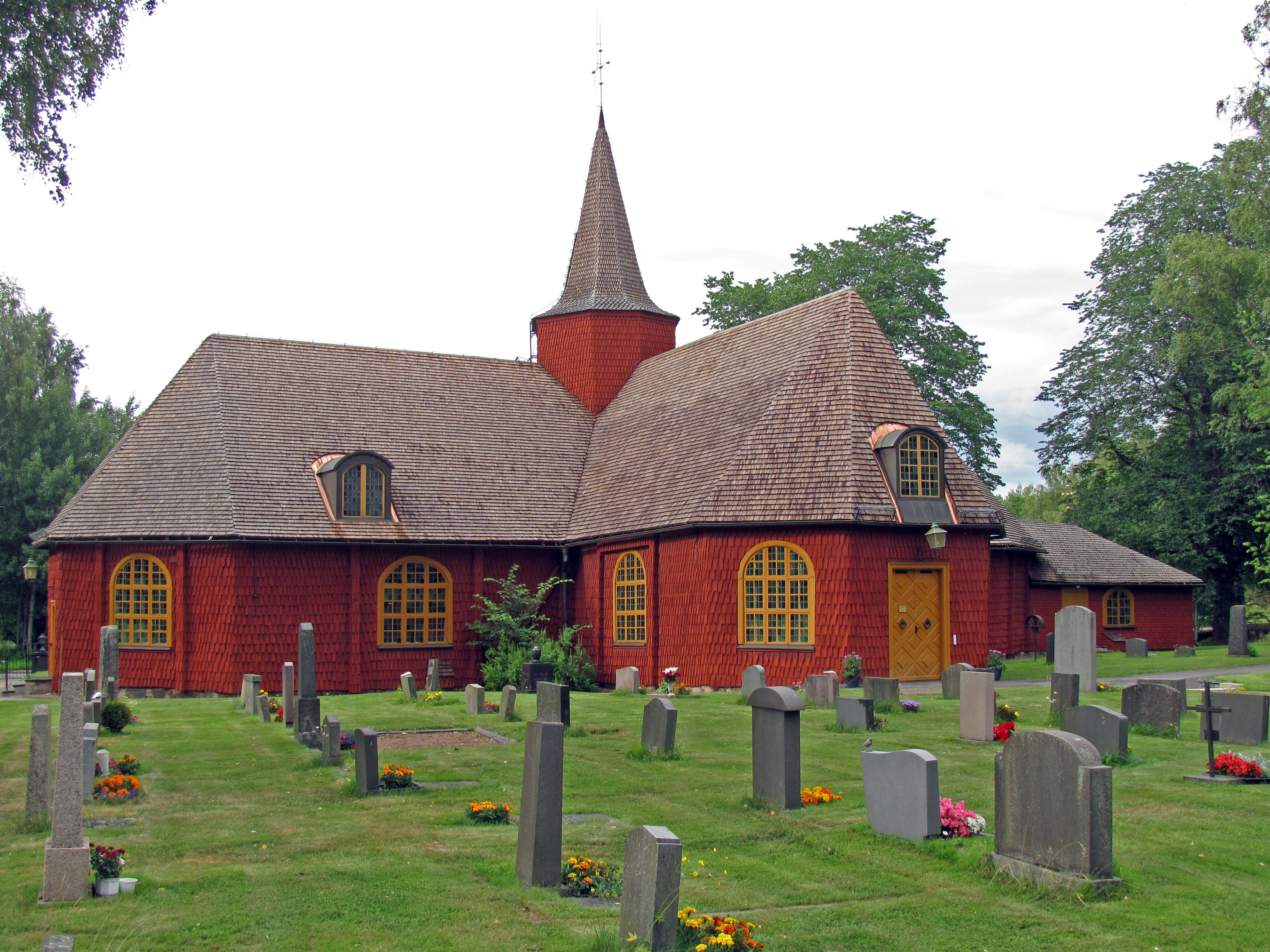
Церква
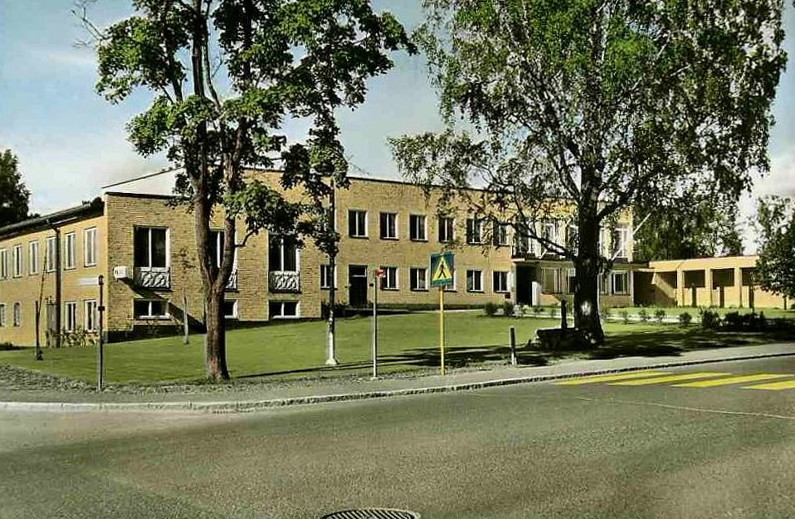
Геллефорс
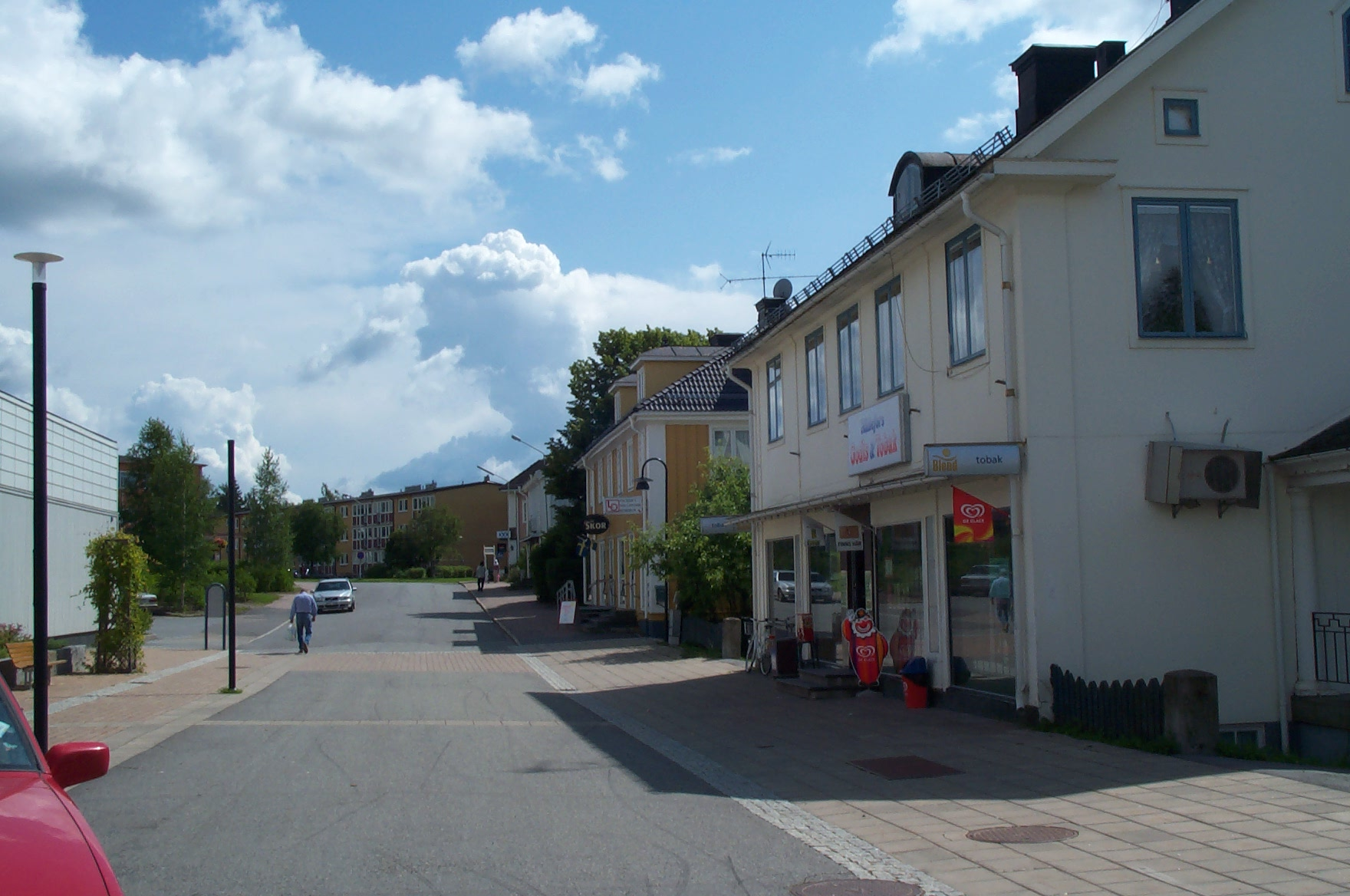
У центрі міста

## Покликання
- Сайт комуни Геллефорс [Архівовано 25 грудня 2019 у Wayback Machine.]